# Masse de Romont
La Masse de Romont est une montagne du Massif armoricain. Elle est située dans le département de la Manche, à cheval sur les communes de Barneville-Carteret et des Moitiers-d'Allonne. Elle culmine à 99 m d'altitude. Les soldats américains y ont défait des positions allemandes entre le 16 et le 18 juin 1944 pendant la Coupure du Cotentin. Il fait partie du prolongement du cap de Carteret.

## Géologie
Le mont est constitué de grès armoricain surmontant des schistes. Ses roches sédimentaires appartiennent à l'Ordovicien, période du Paléozoïque.

## Faune et flore
La lande des « trois moulins » est formée d'arbustes comme les ajoncs, genêts ou bruyères qui ne se développent que sur un sol pauvre. De nombreuses espèces se sont adaptées aux conditions de vie de la petite montagne et s'y sont développées. On trouve aussi de nombreuses espèces plus rares comme l'azuré des mouillères ou encore la spriranthe d'été.

## Lieux et monuments
- Allée couverte de l'Autel des druides classée aux Monuments historiques[4].
- Lande des Trois Moulins (vestiges) et son parcours santé mis en place en 2001.

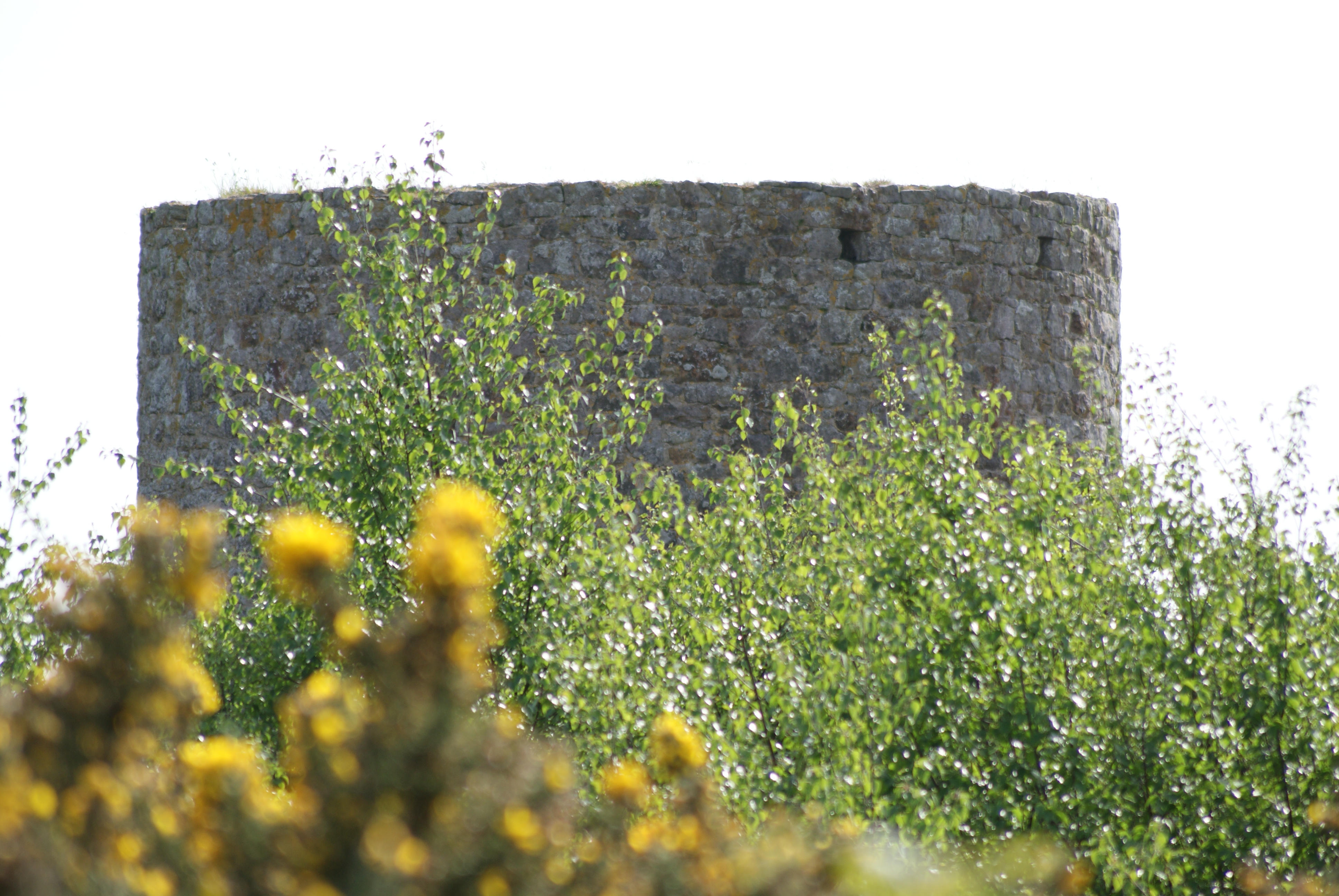
1er moulin.
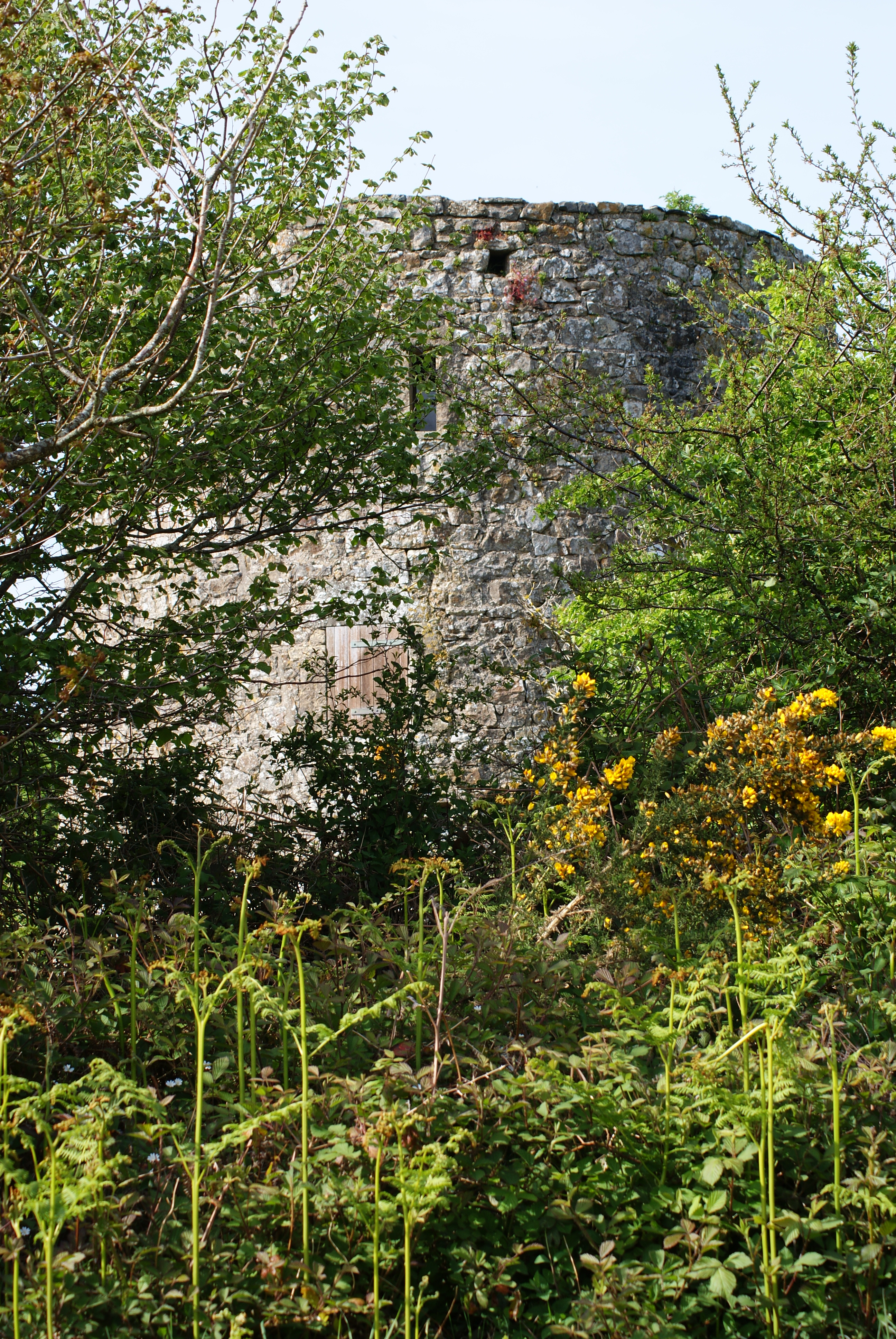
2e moulin.
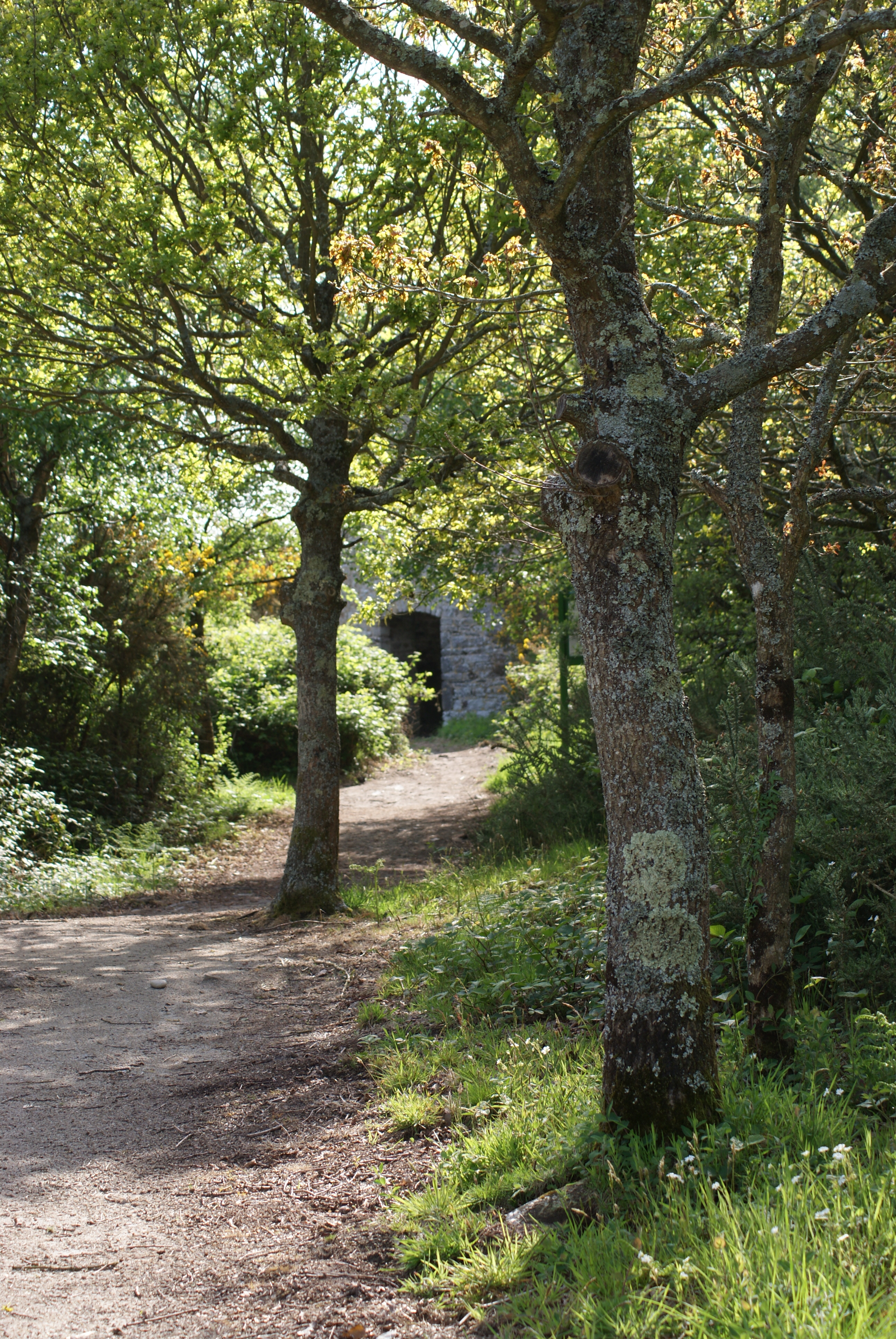
3e moulin.